# Robert Glință
Robert Andrei Glință, född 18 april 1997, är en rumänsk simmare.

## Karriär
Glință tävlade i två grenar för Rumänien vid olympiska sommarspelen 2016 i Rio de Janeiro. Han slutade på 8:e plats på 100 meter ryggsim och blev utslagen i försöksheatet på 200 meter ryggsim.
Vid Europamästerskapen i simsport 2021 tog Glință guld på 100 meter ryggsim och silver på 50 meter ryggsim. På 100 meter rygg slog Glință sitt nationsrekord tre gånger och i finalen simmade han på tiden 52,88. Vid olympiska sommarspelen 2020 i Tokyo tog Glință sig till final och slutade på 8:e plats på 100 meter ryggsim. Han slutade även på 26:e plats på 200 meter ryggsim.
I november 2021 vid kortbane-EM i Kazan tog Glință silver på 100 meter ryggsim och brons på 50 meter ryggsim. I december 2021 vid kortbane-VM i Abu Dhabi tog Glință brons på 100 meter ryggsim.